# Carlos Vogt
Carlos Alberto Vogt (Sales Oliveira, 6 de fevereiro de 1943) é um linguista e poeta brasileiro.

## Biografia
Graduou-se em Letras pela Universidade de São Paulo. É mestre em Letras Modernas, pela Universidade de  Franche-Comté (Besançon, França), e doutor em Ciências Sociais, pelo Instituto de Filosofia e Ciências Humanas da Unicamp.
Desde 1986 é professor titular da área de semântica argumentativa da Unicamp.[carece de fontes?]
No período de 1986 a 1990 foi vice-reitor e coordenador geral da Unicamp, assumindo o cargo de reitor em 1990, permanecendo no cargo até 1994. Na sua gestão como reitor da Universidade de Campinas, destaca-se o Projeto Qualidade, que aumentou em 50% o número de defesas de teses na pós-graduação; a criação de um programa de qualificação dos cursos de graduação e a implantação de 10 cursos noturnos, 12 cursos de mestrado e 23 de doutorado. Foi criado o Escritório de Transferência de Tecnologia, para incentivar as relações entre a universidade e a empresa. O número de alunos matriculados na graduação cresceu 33% e o número de vagas no vestibular, 25%. Houve também um aumento de 80 mil m² de obras físicas no campus. Foram criados o Serviço de Medicina Nuclear do Hospital das Clínicas (HC), o Centro Oftalmológico de Referência, o Programa de Transplante de Medula Óssea e o Núcleo Softex 2000. A Editora da Unicamp consolidou seu projeto editorial e recebeu o Prêmio Jabuti por três publicações, durante a VI Bienal Internacional do Livro de São Paulo.[carece de fontes?]
Desde 1995, Vogt é coordenador do Laboratório de Estudos Avançados em Jornalismo – um centro de referência, no país e na América Latina, para a formação e para os estudos em divulgação científica e cultural, oferecendo cursos de pós-graduação em jornalismo científico e cultural e desenvolvendo pesquisas acerca da percepção pública da ciência, em particular com o desenvolvimento da teoria da espiral da cultura científica, sobre a dinâmica das relações entre ciência e cultura.[carece de fontes?]
Em 2005, Carlos Vogt recebeu a comenda da Ordem Nacional do Mérito Científico, da Presidência da República e o título de doutor honoris causa da Escola Normal Superior de Lyon, na França.
Foi vice-presidente da Sociedade Brasileira para o Progresso da Ciência (SBPC) de 2001 a 2005. É diretor de redação da revista de divulgação científica ComCiência e foi editor-chefe da Ciência e Cultura, entre 2002 e 2007 (ambas publicações da SBPC), e da revista  Inovação Uniemp, de 2006 a 2007.
Foi presidente da Fundação de Amparo à Pesquisa do Estado de São Paulo (Fapesp, de 2002 a 2007, e Secretário de Ensino Superior do Estado de São Paulo, entre 2009 e 2010, quando iniciou a implantação da Univesp – Universidade Virtual do Estado de São Paulo  – e seguiu como diretor até 29 de outubro de 2016, quando foi substituído por Maria Alice Carraturi Pereira devido ao fim de seu mandato.[carece de fontes?]

## Livros publicados

### Ensaios
- O intervalo semântico (Ática, 1977 – Ateliê, 2010)
- Cultura científica: desafios (org., Edusp, 2006)
- Percepção pública da ciência (em co-autoria, Fapesp e Unicamp, 2003)
- A imprensa em questão" (em co-autoria; Unicamp, 1997)
- Cafundó – A África no Brasil (em co-autoria com Peter Fry; Cia. das Letras e Unicamp, 1996)
- A solidez do sonho (Papirus e Unicamp, 1993)
- Linguagem, pragmática e ideologia (Hucitec, 1989)
- Nelson Rodrigues. Flor de obsessão (em co-autoria, Brasiliense, 1985)
- Crítica ligeira (Pontes, 1982)

É também autor de inúmeros artigos e ensaios publicados em jornais, revistas e órgãos especializados nacionais e internacionais.

### Traduções
- Sobre a leitura, de Marcel Proust
- Dolores, de Algernon Charles Swinburne.

### Poesia
- Cantografia (1982). Prêmio de Revelação em Poesia, da Associação Paulista de Críticos de Arte.
- Paisagem doméstica (Massao Ohno, 1984)
- Geração (Brasiliense, 1985)
- Metalurgia (Companhia das Letras, 1991)
- Mascarada (Unicamp, 1997)
- Pisca Alerta[10] (Landy Editora, 2008).

A obra poética de Vogt pode ser visualizada no site Cantografia.